# Nembrini Gonzaga
I Nembrini Gonzaga sono un'antica e nobile famiglia originaria di Nembro, in provincia di Bergamo, dalla quale prese il nome. Si trasferì nel corso del XVI secolo a Gandino, dove Cristoforo Nembrino venne ascritto alla nobiltà di quel luogo, e da lì si spostò a Bergamo.
Alcuni membri nel XVI secolo si trasferirono nel bolognese, ad Ancona e a Mantova.
Nel 1693 il duca di Mantova Ferdinando Carlo di Gonzaga-Nevers, per i servigi resi, concesse alla famiglia il privilegio di accompagnare al loro cognome quello dei Gonzaga, che da allora si chiamò "Nembrini Gonzaga".

## Personaggi illustri
- Francesco Nembrini (XVI secolo), uomo d'armi al servizio dell'imperatore Ferdinando II, prefetto delle milizie e nel 1562 ricevette il titolo di conte del Sacro Romano Impero, con diritto di portare l'aquila e la corona imperiale nella sua arma gentilizia.[1]
- Bernardino Nembrini (?-1610), legato pontificio in Romagna.
- Carlo Nembrini (?-1677), ecclesiastico, governatore di Terni e vescovo di Parma.
- Carlo Nembrini Gonzaga (1667-1704), consigliere dei stato del duca di Mantova Ferdinando Carlo di Gonzaga-Nevers.[1]
- Alessandro Nembrini, ciambellano del duca di Modena.
- Cesare Nembrini Gonzaga (1768-1837), cardinale.

## Arma
Spada di argento e clava di verde incrociate e accantonate da 4 stelle (6 raggi) di oro su scudetto di azzurro su croce patente di rosso accantonata da 4 aquile di nero affrontate a coppia, tutto su argento.